# ثنائي ميثيل أمين
ثنائي ميثيل أمين (دي ميثيل أمين) هو مركب عضوي له الصيغة CH3)2NH)، ويكون على شكل غاز عديم اللون، له رائحة واخزة تشبه الأمونياك. ينتمي المركب إلى مجموعة الأمينات الثانوية.

## التحضير
يحضر ثنائي ميثيل أمين من تفاعل الميثانول مع الأمونياك عند درجات حرارة تتراوح بين 370 - 430 °س وضغوط تتراوح بين 20-30 بار.
يحدث التفاعل في الطور الغازي وذلك بوجود حفاز من أكاسيد السيليكون والألومنيوم، وتكون النواتج الرئيسية عبارة عن ثنائي ميثيل أمين والماء، كما تتشكل نواتج ثانوية من الأمينات الأخرى وهي ميثيل أمين CH3NH2 و ثلاثي ميثيل أمين CH3)3N):
{\displaystyle \mathrm {CH_{3}OH\ +\ NH_{3}\ \longrightarrow \ CH_{3}NH_{2}\ +\ H_{2}O} }
{\displaystyle \mathrm {CH_{3}NH_{2}\ +\ CH_{3}OH\longrightarrow \ (CH_{3})_{2}NH\ +\ H_{2}O} }
{\displaystyle \mathrm {(CH_{3})_{2}NH\ +\ CH_{3}OH\longrightarrow \ (CH_{3})_{3}N\ +\ H_{2}O} }
يتم الفصل بين نواتج التفاعل المختلفة بإجراء عملية تقطير تحت الضغط.
أنتج سنة 2005 حوالي 270 ألف طن من ثنائي ميثيل أمين عالمياً.

## الخصائص
يكون ثنائي ميثيل أمين في الشروك العادية عبارة عن غاز عديم اللون له رائحة واخزة تشبه الأمونياك. يمكن أن يسيل الغاز إما بالتبريد أو الضغط. ينحل ثنائي ميثيل أمين بشكل جيد في الماء وفي الميثانول، كما ينحل في كل من الإيثانول وثنائي إيثيل الإيثر والكلوروفورم.
إن ثنائي ميثيل أمين له خصائص قاعدية (pKb 3.29)، حيث يتفاعل مع الأحماض ليشكل أملاحاً مثل ثنائي ميثيل أمين هيدروكلوريد عند التماس مع حمض الهيدروكلوريك، وهو ملح صلب له نقطة انصهار تبلغ 171.5 °س.

## الاستخدامات
يستخدم ثنائي ميثيل أمين كمركب طليعي للعديد من المركبات المهمة في الصناعة الكيميائية.
على سبيل المثال، يتفاعل ثنائي ميثيل أمين مع ثنائي كبريتيد الكربون ليعطي مركب ثنائي ميثيل ثنائي ثيوكربامات، وهو بدوره مركب طليعي لعدة مركبات تستخدم في فلكنة المطاط. كما أن هناك مذيبات عضوية مثل ثنائي ميثيل فورماميد (DMF) وثنائي ميثيل أسيتاميد يحصل عليها من ثنائي ميثيل أمين (DMAc).

## الدور الحيوي
يوجد ثنائي ميثيل أمين في الطبيعة وذلك في العديد من الحيوانات والنباتات، حيث يوجد في الغذاء بنسب نزرة تصل إلى بضع مغ/كغ.
يقوم الصرصور الألماني باستخدام ثنائي ميثيل أمين وذلك على شكل فيرومون من أجل التواصل. كما يقوم المركب بجذب خنفساء سوسة القطن.